# Vinca difformis
El blavet (Vinca difformis)
és una espècie de planta amb flors del gènere Vinca dins la família de les apocinàcies (Apocynaceae).
Addicionalment pot rebre els noms de donzella, flor de la salpassa, flor de Pasqua, flor del sol post, floreta de la salpassa, floreta de Pasqua, gesmil bord, gessamins d'ase, herba de primavera, herba donzella, pervinca, pruenga, vareta de la salpassa, vinca, vincapervinca, viola de bruixa i violeta borda. També s'han recollit les variants lingüístiques blincapervincla, brincaperbrinca, flor de la serpassa, floreta de la serpassa, gesamins d'ase, proenga, prohanga, vareta de la serpassa, vinca-pervincla, vincaperblinca, vincapervincla i vincla-pervincla.

## Descripció
És una planta herbàcia, les fulles són senceres, peciolades, entre ovades i lanceolades, glabres o amb els marges ciliats i disposades de manera oposada. Les tiges poder atènyer els 30 cm. Les flors són pedicelades, la corol·la és gamopètala i té un tub d'entre 12 i 18 mm, amb un limb d'entre 30 i 70 mm de diàmetre format per lòbuls de color blavós.

## Taxonomia
Aquesta espècie va ser publicada per primer cop l'any 1788 al tercer volum de la revista Histoire et Mémoires de l'Academie Royale des Sciences, Inscriptions et Belles Lettres de Toulouse pel botànic francès Pierre André Pourret (1754-1818).

### Subespècies
Dins d'aquesta espècie es reconeixen les dues subespècies següents :
- Vinca difformis subsp. difformis
- Vinca difformis subsp. sardoa Stearn — És endèmica de Sandenya.[3]

### Sinònims
El següent nom científic és un sinònim homotípic de Vinca difformis:
- Vinca major subsp. difformis (Pourr.) M.Laínz

Els següents noms científics són sinònims heterotípics de Vinca difformis subsp. difformis:
- Pervinca media (Hoffmanns. & Link) Caruel
- Pervinca sicula Raf.
- Vinca acutiflora Bertol.
- Vinca difformis var. dubia (Batt.) Maire
- Vinca major Brot.
- Vinca media Hoffmanns. & Link
- Vinca media var. acutiflora (Bertol.) Nyman
- Vinca media var. dubia Batt.
- Vinca minor subsp. media (Hoffmanns. & Link) Bonnier & Layens
- Vinca obtusiflora Pau

El següent nom científic és un sinònim homotípic de Vinca difformis subsp. sardoa:
- Vinca sardoa (Stearn) Pignatti